# 武鉞 (嘉靖舉人)
武鉞（16世紀—16世紀），字秉之，南直隸滁州直隸州來安縣人，明朝政治人物。

## 生平
武鉞是嘉靖二年貢生、福山教諭武功的兒子，嘉靖十六年（1537年）中舉人，授黃岡教諭，嫻雅而博學，遇上貧窮學生總會分祿給對方，兩次負責廣東和江西鄉試都取錄了當時名士，歷任濟源知縣、裕州知州，進階四品，之後致仕回鄉，隱居林下三十多年，死後入祀黃岡名宦祠。

## 引用
1. 1 2  道光《來安縣志·卷十·人物志》：武鉞字秉之，功子，嘉靖丁酉舉人。署黃岡教諭，兩徵廣東、江西典試，拔錄皆一時譽髦。歷知河南濟源縣、裕州，進階四品。致仕歸居林下三十餘年。入黃岡名宦祠。
2. ↑  光緒《黃岡縣志·卷六·職官志》：武鉞，來安人，舉人，丰度嫻雅、博洽多聞，遇貧士輒分祿給之，後祀名宦。